# Kastylia-León (królestwo)
Królestwo Kastylii-Leónu (łac. Corona Castellae, hiszp. Corona de Castilla y León) – po śmierci króla Leónu Alfonsa IX w 1230 roku, jego syn Ferdynand III, król Kastylii, zjednoczył ostatecznie oba królestwa. Unia ta okazała się trwała, a nowe państwo określano od tej pory jako królestwo Kastylii i Leónu lub też Koronę Kastylii i Leónu. W połowie XIII wieku było to największe państwo na Półwyspie Iberyjskim, zajmujące 300 tys. km² i liczące 3 mln mieszkańców. 
Jako samodzielne państwo królestwo to istniało do końca XV wieku, kiedy to, pod rządami „Monarchów Katolickich” Izabeli Kastylijskiej i Ferdynanda Aragońskiego, doszło do zjednoczenia Kastylii i Leónu z Koroną Aragońską i powstania Korony Hiszpańskiej. Przetrwały jednak znaczne różnice prawne i instytucjonalne między połączonymi terytoriami. Różnice te zlikwidowała dopiero dynastia burbońska u progu XVIII wieku.

## Zobacz też

Rozwój terytorialny Kastylii 1217–1715